# Polyblastus macrocentrus
Polyblastus macrocentrus är en stekelart som beskrevs av Thomson 1888. Polyblastus macrocentrus ingår i släktet Polyblastus och familjen brokparasitsteklar. Arten är reproducerande i Sverige. Inga underarter finns listade i Catalogue of Life.